# Azafrán de La Mancha

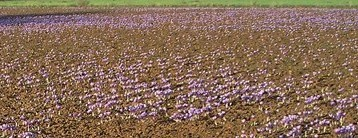
Campo de azafrán en Madridejos

El azafrán de La Mancha es una denominación de origen protegida que regula la producción de azafrán en La Mancha (España) desde el 17 de marzo de 2001.

## Descripción

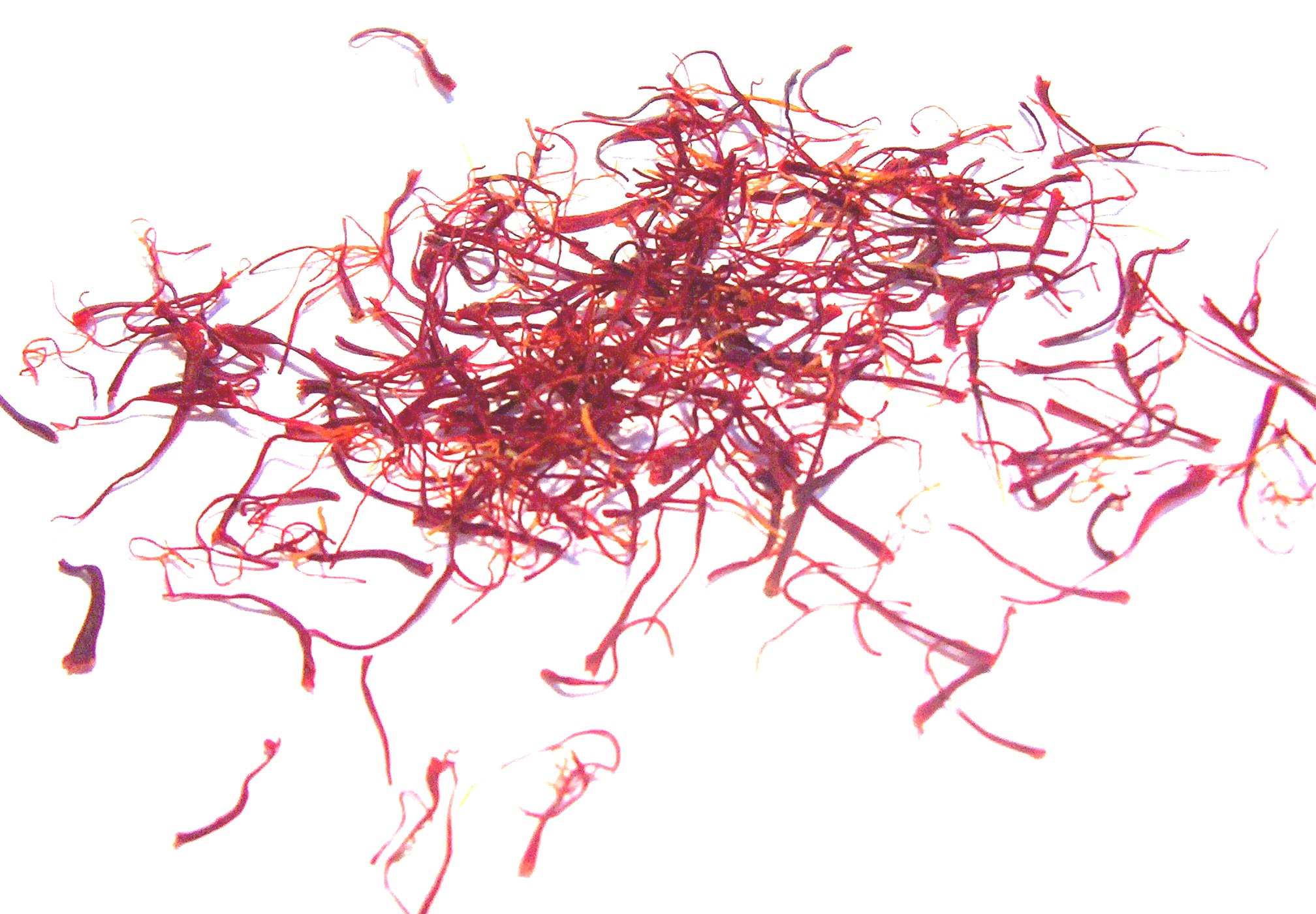
Pistilos secos de azafrán

El azafrán de La Mancha se diferencia físicamente del resto de variedades de azafrán porque sus estigmas rojos sobresalen claramente, por tener muy poca longitud de estilo y por no ser astringente. El proceso de producción, único y original, consiste en el desecado mediante tostado a fuego lento en lugar de desecado al sol, lo que parece ser el responsable de que el producto obtenido en la zona tenga una presencia mucho mejor, además de un mayor contenido en safranal y poder colorante. Todo el azafrán de esta Denominación de origen pertenece a la cosecha realizada durante el año, porque el producto pierde calidad con el paso de los años, y se comercializa únicamente en hebra, nunca molido. Sus hebras son flexibles y resistentes y los estigmas de color rojo vivo brillante.
Desde el punto de vista organoléptico, el azafrán de La Mancha es una variedad que se caracteriza por ser muy aromática y por la ausencia de poder astringente.

## Elaboración
En el proceso de elaboración se desecan las hebras de azafrán tostándolas a fuego lento en lugar de secarlo al sol, ya que de este modo el producto obtiene una mejor presencia, un intenso aroma, mayor contenido en safranal y mayor poder colorante.

## Zona de producción

La zona que abarca la Denominación de origen Azafrán de La Mancha es la marcada con los colores amarillo, rojo, marrón y verde.

El ámbito geográfico que se encuentra dentro de esta Denominación de Origen se extiende desde la zona centro de la comunidad autónoma de Castilla-La Mancha al sudeste de la misma. El núcleo central de la Denominación ocupa las comarcas de: Mesa de Ocaña, Mancha Alta, La Manchuela, La Mancha del Júcar, Mancha de Montearagón, Campo de Montiel, Altiplanicie de Almansa, Campo de San Juan, Sierra de Alcaraz y parte del Campo de Calatrava.

## Historia
El cultivo del azafrán fue introducido en La Mancha por los musulmanes durante el Califato de Córdoba (929-1031). Entonces era monopolio exclusivo de la alta nobleza andalusí, bajo el dominio de la cual se encontraba la mayor parte de la península ibérica y, dentro de esta, la región manchega. El primer documento escrito que hace referencia al cultivo del azafrán en La Mancha aparece en 1720. Este documento se encuentra recogido en la monografía de Juan Alfonso López de la Osa Cultivo del azafrán, horno de poya, gañanes. La Solana (Ciudad Real), manual divulgativo sobre la producción del azafrán de 1897. La importancia del azafrán dentro de la tradición agrícola de la región se ve ratificada por la existencia además de otras obras de carácter pedagógico, entre las que destaca la de Lorenzo Jiménez Martín El azafranero práctico (1900).

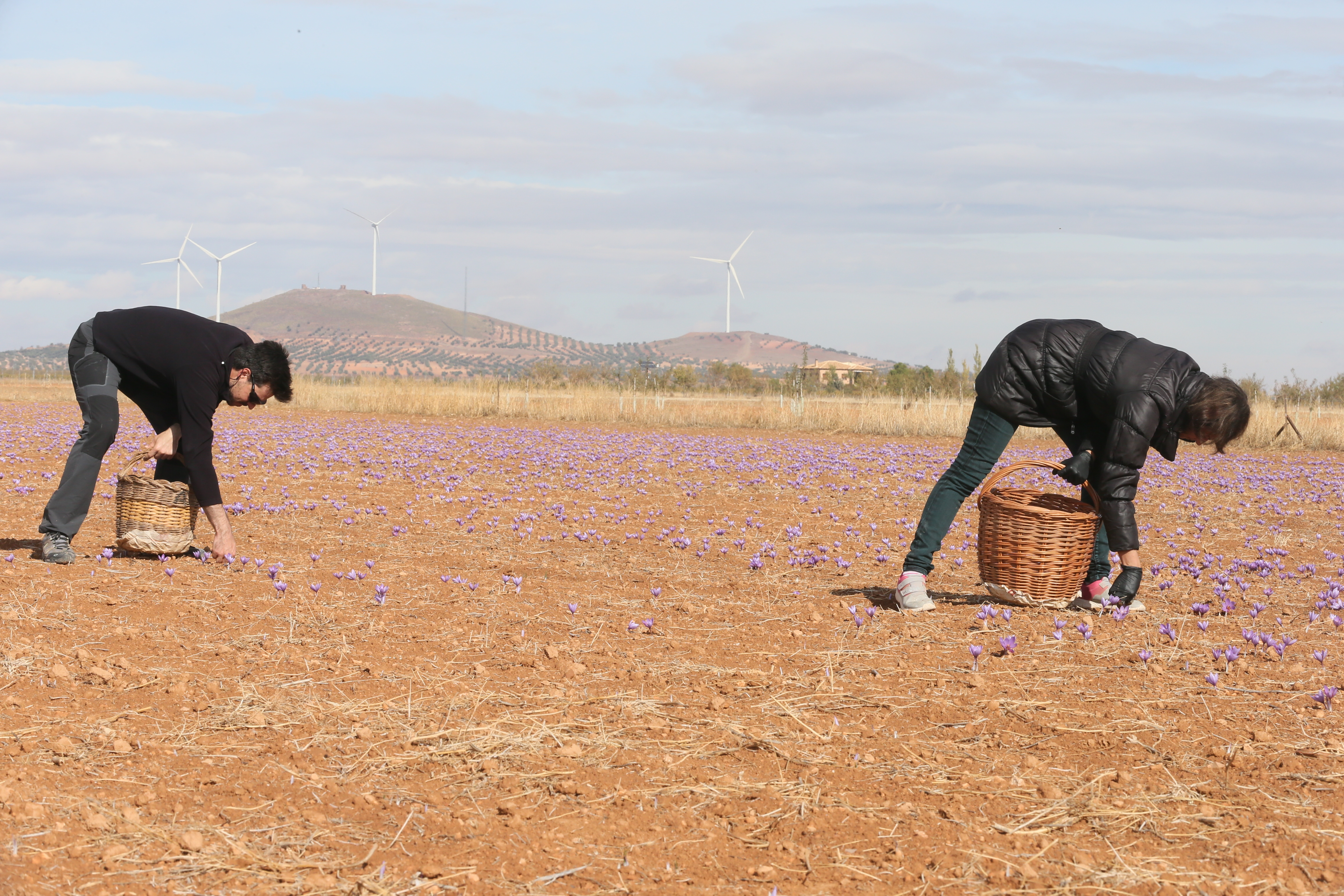
Recogida de azafrán en Madridejos

En varias de las obras que datan de los siglos XIX y XX, aparece citado el azafrán de la Mancha como el de mejor calidad de España, y está abundantemente documentado el cultivo inmemorial de esta especia en muchos municipios de esta zona. En el primer tercio del siglo XIX La Mancha producía el azafrán de mejor calidad de España y alcanzaba los mayores rendimientos por hectárea de secano. La costumbre de su cultivo originó múltiples manifestaciones culturales tradicionales en el área y en su folklore: existe una jota manchega dedicada a este producto, canciones y refranes, da lugar a la Fiesta de la Rosa del Azafrán que se realiza en Consuegra (Toledo), a los concursos de monda que se celebran en La Solana (Ciudad Real) con motivo de sus fiestas patronales o al Festival de la Rosa del Azafrán de Santa Ana (Albacete); es el tema de ambientación de la zarzuela titulada La rosa del azafrán (1930) con música de Jacinto Guerrero y libreto del escritor de orígenes manchegos Federico Romero Sarachaga. Existe la costumbre, que aún pervive en algunos pueblos manchegos, de regalar unas briznas de azafrán a las parejas de novios como símbolo del deseo de prosperidad. Entre la bibliografía sobre este cultivo específico puede citarse ya en 1890 una monografía del agrónomo de Ciudad Real (Ciudad Real) José López Camuñas: El azafrán y el añil (el algodón y el tabaco). Su origen, importancia, cultivo, recolección, adulteraciones, comercio y aclimatación en todo el mundo (Madrid, 1890).